# Philochortus
Philochortus is een geslacht van hagedissen uit de familie echte hagedissen (Lacertidae).

## Naam en indeling
De wetenschappelijke naam van de groep werd voor het eerst voorgesteld door Paul Matschie in 1893. Er zijn zeven soorten, de soort Philochortus rudolfensis werd lange tijd beschouwd als een ondersoort van Philochortus intermedius. De hagedissen werden vroeger tot de geslachten Eremias, Lacerta en Latastia gerekend.

## Verspreiding en habitat
Alle soorten komen voor in delen van noordelijk Afrika en leven in de landen Djibouti, Egypte, Eritrea, Ethiopië, Jemen, Kenia, Libië, Niger, Saoedi-Arabië, Soedan en Somalië.
De habitat bestaat uit scrubland, bossen, graslanden, moerassen. Ook in door de mens aangepaste gebieden zoals braakliggende terreinen zijn geschikt als leefomgeving.

## Beschermingsstatus
Door de internationale natuurbeschermingsorganisatie IUCN is aan drie soorten een beschermingsstatus toegewezen. Een soort wordt gezien als 'veilig' (Least Concern of LC) en een soort als 'onzeker' (Data Deficient of DD). Philochortus zolii ten slotte wordt gezien als 'bedreigd' (Endangered of EN).

## Soorten
Het geslacht omvat de volgende soorten, met de auteur en het verspreidingsgebied.
| Naam                     | Auteur             | Verspreidingsgebied                 |
| ------------------------ | ------------------ | ----------------------------------- |
| Philochortus hardeggeri  | Steindachner, 1891 | Djibouti, Ethiopië, Somalië         |
| Philochortus intermedius | Boulenger, 1917    | Ethiopië, Somalië                   |
| Philochortus neumanni    | Matschie, 1893     | Saoedi-Arabië, Jemen                |
| Philochortus phillipsi   | Boulenger, 1898    | Ethiopië, Somalië                   |
| Philochortus rudolfensis | Parker, 1932       | Ethiopië, Kenia, mogelijk in Soedan |
| Philochortus spinalis    | Peters, 1874       | Eritrea, Ethiopië, Niger, Somalië   |
| Philochortus zolii       | Scortecci, 1934    | Libië, Egypte                       |